# Motoball

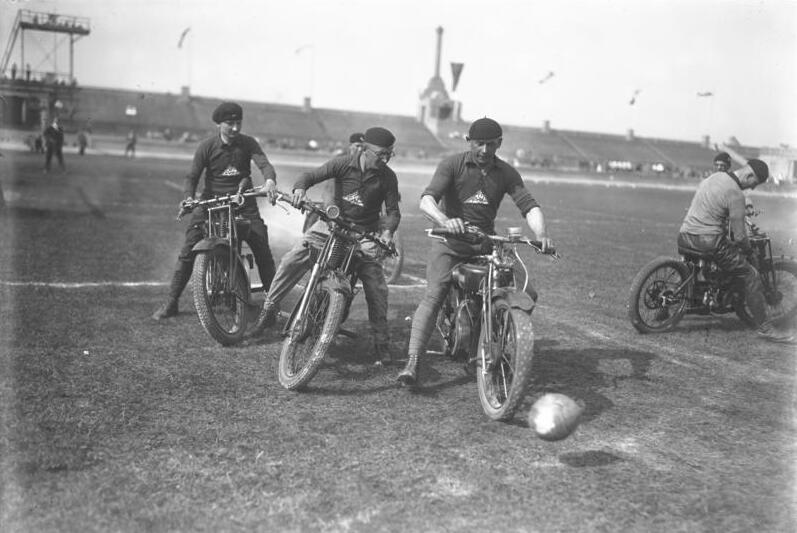
Motoball in Deutschland (1931)

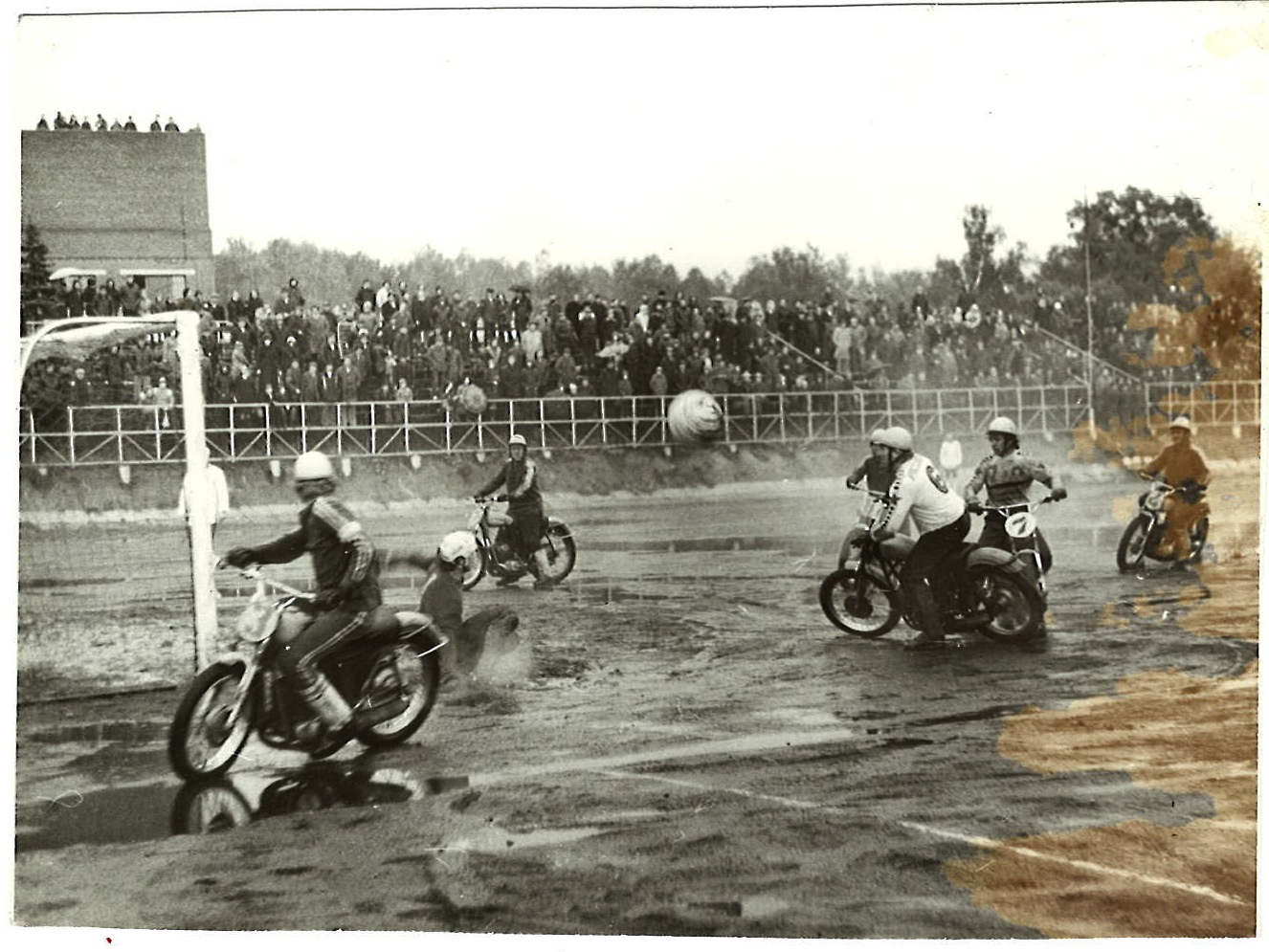
Motoball in der UdSSR (1979)

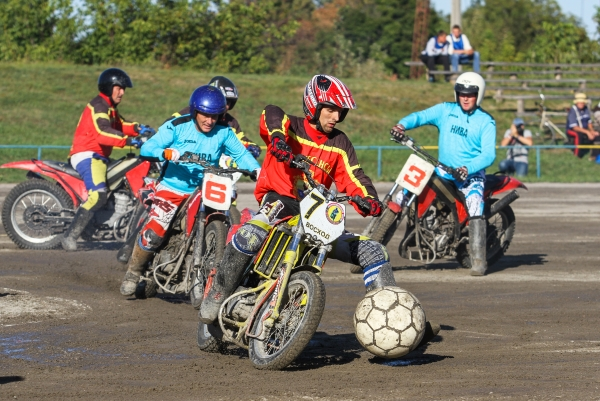
Ballannahme

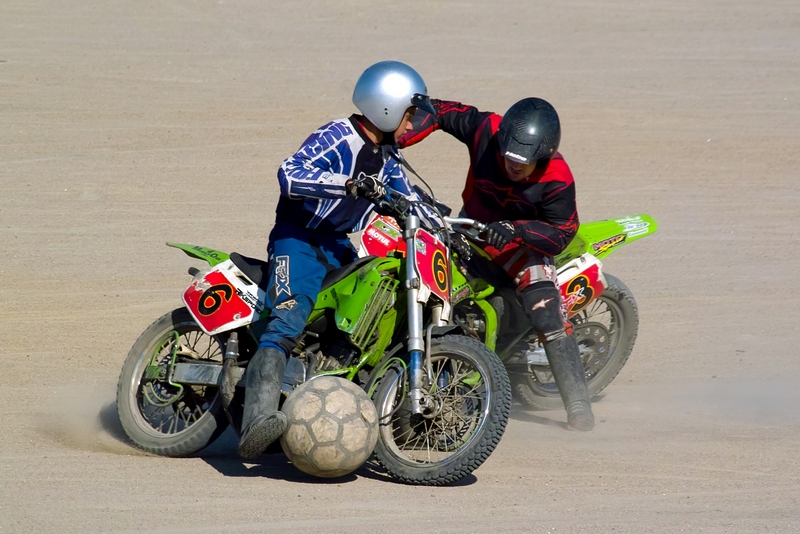
Ein Spieler führt den Ball

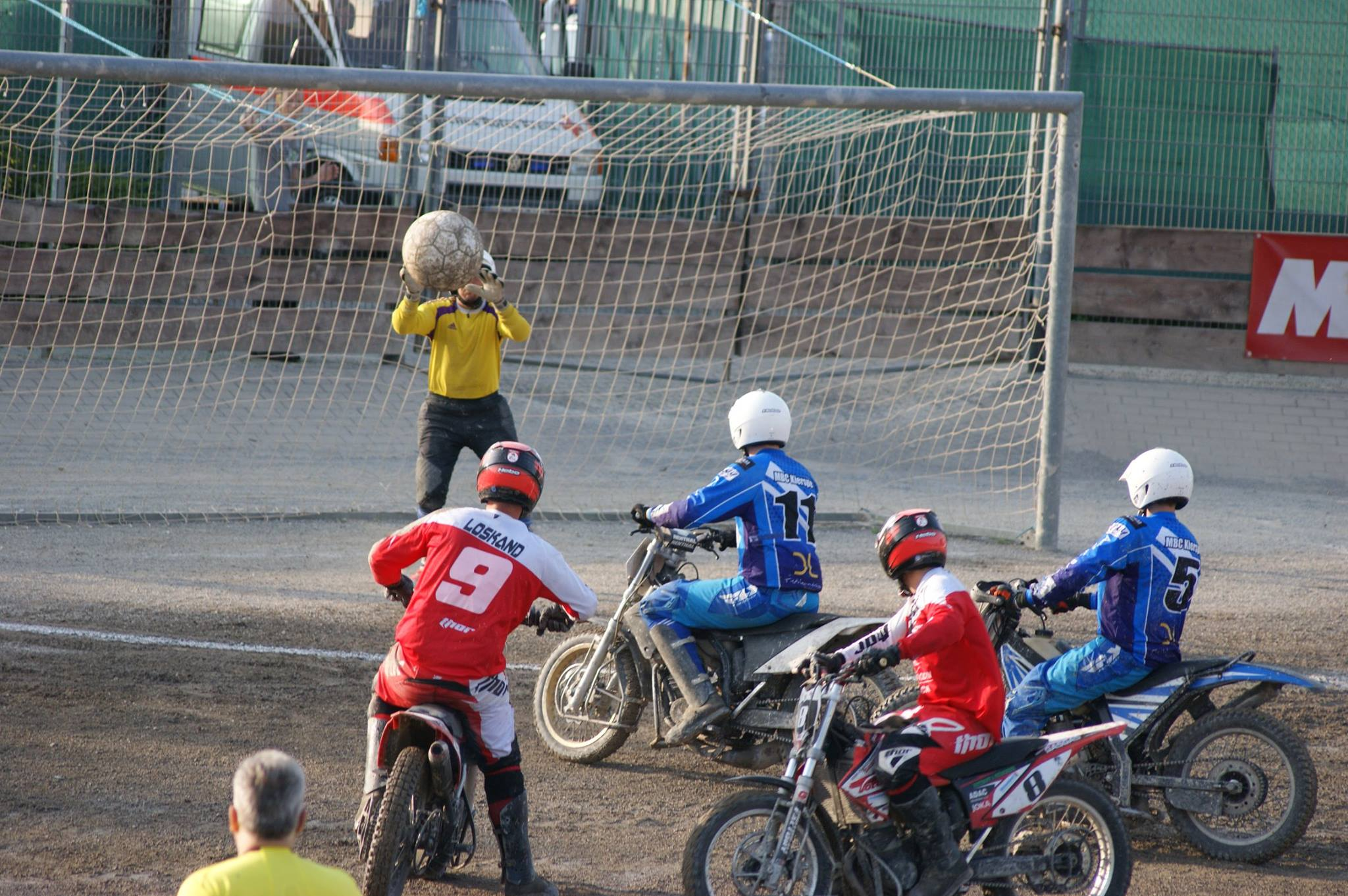
Torschuss

Motoball (früher in Deutschland Motorrad-Fußball bzw. in Großbritannien Motorrad-Polo) ist eine auf Motorrädern gespielte Mannschaftssportart mit dem Ziel, einen 40 cm großen und 1200 g schweren Ball in das gegnerische Tor zu bringen. Zum Tore schießen dürfen beide Füße, das Vorderrad und das Hinterrad benutzt werden. Es stehen sich zwei Mannschaften mit je vier Feldspielern und einem Torhüter ohne Motorrad gegenüber. Ein Team besteht aus zehn Spielern, zwei Mechanikern, einem Trainer, einem Mannschaftsleiter und einem Physiotherapeuten. Ein Spiel dauert vier Viertel von jeweils 20 Minuten und wird durch drei 10-minütige Pausen unterbrochen.

## Geschichte
Über das Geburtsland von Motoball gibt es verschiedene Ansichten, die einerseits Frankreich, anderseits aber auch die USA nennen. Motoball in Europa wurde erstmals 1914 in Frankreich gespielt, in England wurde das erste „Motorrad-Polo“-Spiel im September 1923 erwähnt. Im selben Jahr fand in Dresden-Seidnitz ein „Motorrad-Fußball“-Turnier mit verschiedenen Mannschaften statt. 1926 gab es bereits mehrere Motoballclubs in Italien. Trotz Weltwirtschaftskrise gründeten sich in Deutschland zum Ende der 1920er und Anfang der 1930er Motorsportclubs, die „Motorrad-Fußball“ spielten. Anfang der 1930er fanden in Deutschland bis auf regionale Ebene zahlreiche Turniere statt. 1933 fand ein erster internationaler Motoball-Wettkampf statt, an dem England und Frankreich teilnahmen und den Frankreich mit 3:1 gewann. Während des Zweiten Weltkriegs verlor Motoball an Bedeutung und erst um 1950 wurde von einigen Motorsportclubs, hauptsächlich im Kölner Raum und in Süddeutschland, der Sport wieder zum Leben erweckt.
Seit vielen Jahren ist Motoball in Frankreich und Russland sehr beliebt, wo die Spiele vor tausenden von Zuschauern in entsprechend großen Stadien stattfinden. Die international erfolgreichste Nation ist Russland. In Deutschland gilt dieser Sport als Randsportart, lediglich Endspiele werden teilweise im Fernsehen übertragen und von wenigen Tausend Zuschauern verfolgt.

## Spielregeln
Eine Mannschaft besteht aus mindestens fünf und maximal zehn lizenzierten Spielern, zwei Mechanikern und einem Mannschaftsleiter. Das Spiel wird immer von vier Feldspielern und dem Torwart bestritten. Während des Spiels dürfen die Feldspieler im fliegenden Wechsel ausgetauscht werden, wobei das Einfahren nur in Höhe der Mittellinie erlaubt ist und dies dem Schiedsrichter durch Handzeichen angezeigt werden muss. Eine Ausnahme besteht hier nur für den Torwart. Bei der Auswechslung dürfen beide Spieler nicht gleichzeitig auf dem Spielfeld sein.
Das Spielfeld hat die Größe eines Fußballfeldes und muss wie folgt gekennzeichnet sein: Torraum, Strafraum, Elfmeterpunkt, Mittellinie, Seitenlinie und Anstoßkreis. Gespielt wird mit einem luftgefüllten Lederball, der einem Umfang von 119 bis 126 cm und ein Gewicht von 900 bis 1200 g haben muss. Die Spielzeit beträgt 4 × 20 Minuten mit jeweils 10 Minuten Pause. Der Seitenwechsel erfolgt nach dem zweiten Spielviertel. In einem Finale kann das Spiel um zwei bis zehn Minuten verlängert werden. Danach kommt es zu einem Elfmeterschießen, bis ein Gewinner bekannt ist.
Das Spiel wird von zwei Schiedsrichtern und zwei Linienrichtern geleitet. Der Ball darf mit den Füßen, dem Kopf oder dem Körper weiter gespielt werden. Nur dem Torhüter ist es gestattet den Ball auch mit den Händen zu spielen. Es ist verboten den Ball von zwei Spielern der gleichen Mannschaft einzuschließen. Der Torhüter verteidigt das Tor zu Fuß, der Torraum darf von den Feldspielern nicht befahren und vom Torhüter nicht verlassen werden.
Bis 1971 war der Torhüter noch auf einer sogenannten Torwartmaschine im Spiel und hütete mit dieser das Tor. Es war erlaubt und die Regel, dass der Torwart diese Maschine auch vom Boden hochhob um den Ball abzuwehren. Die Torwartmaschinen waren fahrfähig und hatten ein Gewicht von etwa 45 Kilogramm. Um dieses geringe Gewicht zu erreichen, wurden für das eigentliche Spiel entbehrliche Teile wie beispielsweise die Kette, nach der Platzrunde, entfernt.
Der im Ballbesitz befindliche Spieler hat grundsätzlich Vorfahrt, er darf nicht so behindert werden, dass es zu einer starken Geschwindigkeitsreduzierung oder zu Stürzen kommt. Der Ball muss beim Führen stets Kontakt zum Boden haben und über die Mittellinie abgespielt werden. Erst wenn ein anderer Spieler in der anderen Spielhälfte zwischenzeitlich den Ball berührt hat, darf der abgebende Spieler wieder mit dem Ball in Berührung kommen.
Verstöße werden mit einem Freistoß, einem 16-Meter-Tritt, einer Strafe oder einer Karte bestraft. Bei einer Grünen Karte erhält der Spieler eine Zwei-Minuten-Strafe, bei einer Gelben Karte eine Fünf-Minuten-Strafe und im Falle einer 1991 eingeführten Gelb-Roten Karte wird der Spieler für den Rest des Spiels gesperrt (darf aber nach zehn Minuten ersetzt werden). Bei einer Roten Karte ist aber kein Ersatz mehr erlaubt.
Die Jugend spielt auf den Erfordernissen des Spiels angepassten Motorrädern mit 85 cm³ Hubraum und bis zu 15 PS. Die Motorräder im Seniorenbereich haben 250 cm³ Hubraum, bis 65 PS und erreichen Geschwindigkeiten von bis zu 80 km/h. Zum Schutz tragen die Spieler einen Helm, spezielle Motoballschuhe, Unterschenkelprotektoren, Knie- und Ellbogenschutz, eine Rumpfpanzerung mit Nierengürtel sowie Handschuhe. Neben der Handbremse ist eine beidseitige Fußbremse vorgeschrieben und die Lautstärke der Auspuffanlage ist streng reglementiert.

## Deutsche Meisterschaft
Teilnahmeberechtigt an der Deutschen Motoball-Meisterschaft sind Mannschaften der dem ADAC, AvD, DMV oder ADMV angeschlossenen Motorsportclubs. Diese müssen im Besitz einer vom Deutschen Motor Sport Bund (DMSB) ausgestellten gültigen Internationalen oder Nationalen Lizenz sein. Die Austragung erfolgt gemäß den Bestimmungen des Deutschen Motorrad-Sportgesetzes und den Motoballregeln des DMSB.

### Bundesliga
Die Motoball-Bundesliga teilt sich in die Gruppe Nord (bis 1992 Nordwest) und die Gruppe Süd (bis 1992 Südost) auf. Von diesen beiden Ligen spielen jeweils die vier Erstplatzierten in einer Play-off-Runde um den Titel des deutschen Motoball-Meisters. Die Hochburgen des Motoballs liegen in den Landkreisen Rastatt und Karlsruhe sowie im Sauerland und im Raum Hannover, wobei die Teams im Norden sehr verstreut sind, was weite Anfahrtswege nötig macht.
| Bundesliga Nord: - 1. MBC 70/90 Halle - MSC Jarmen - MBC Kierspe - MSC Pattensen - 1. MSC Seelze - MSF Tornado Kierspe - MSC Kobra Malchin | Bundesliga Süd: - MSC Comet Durmersheim - MSC Malsch - MSC Philippsburg - MSC Puma Kuppenheim - MSC Taifun Mörsch - MSC Ubstadt-Weiher - MBV Budel (Niederlande) |

## Deutsche Motoball-Meister
Deutscher Meister/Vize-Meister:
| - 1956: MSC Spöck - 1957: MSC Kindelsberg-Kreuztal - 1958: MSC Philippsburg / MSG Opladen - 1959: MSC Kindelsberg-Kreuztal - 1960: MSC Comet Durmersheim / MSC Kindelsberg-Kreuztal - 1961: MSC Comet Durmersheim / MSC Pattensen - 1962: MSC Weiher / MSF Valbert - 1963: MSC Malsch - 1964: MSC Comet Durmersheim / MSC Weiher - 1965: MSC Taifun Mörsch / MSC Malsch - 1966: MSC Comet Durmersheim / MSC Taifun Mörsch - 1967: MSC Malsch / MSC Taifun Mörsch - 1968: MSC Puma Kuppenheim / MSC Taifun Mörsch - 1969: MSC Taifun Mörsch / MSC Pattensen - 1970: SV Bergfried Leverkusen / MSC Taifun Mörsch - 1971: MSC Comet Durmersheim / MSC Taifun Mörsch - 1972: MSC Taifun Mörsch / MSC Comet Durmersheim - 1973: MSC Taifun Mörsch / MSC Comet Durmersheim - 1974: MSC Taifun Mörsch / MSC Comet Durmersheim - 1975: MSC Comet Durmersheim / MSC Davenstedt - 1976: MSC Comet Durmersheim / MSC Taifun Mörsch - 1977: MSC Comet Durmersheim / MSC Puma Kuppenheim - 1978: MSC Puma Kuppenheim / MSC Comet Durmersheim - 1979: MSC Comet Durmersheim / MSC Pattensen - 1980: MSC Comet Durmersheim / MFC Köln - 1981: MSC Puma Kuppenheim / MSC Comet Durmersheim - 1982: MSC Comet Durmersheim / MSC Taifun Mörsch - 1983: MSC Taifun Mörsch / MSC Puma Kuppenheim - 1984: MSC Puma Kuppenheim / MSC Pattensen - 1985: MSC Taifun Mörsch / MSC Puma Kuppenheim - 1986: MSC Taifun Mörsch / MSC Pattensen - 1987: MSC Taifun Mörsch / MSC Malsch - 1988: MSC Taifun Mörsch / MSC Puma Kuppenheim - 1989: MSC Malsch / MSC Taifun Mörsch - 1990: MSC Taifun Mörsch / MSF Tornado Kierspe | - 1991: MSC Taifun Mörsch / MSF Tornado Kierspe - 1992: 1. MSC Mörsch / MSC Taifun Mörsch - 1993: 1. MSC Mörsch / MSC Taifun Mörsch - 1994: MSC Taifun Mörsch / MSC Ubstadt-Weiher - 1995: MSC Taifun Mörsch / MSC Ubstadt-Weiher - 1996: MSC Comet Durmersheim / MSC Malsch - 1997: MSC Taifun Mörsch / MSC Ubstadt-Weiher - 1998: MSC Puma Kuppenheim / MSC Taifun Mörsch - 1999: MSC Puma Kuppenheim / 1. MSC Mörsch - 2000: MSC Taifun Mörsch / MSC Puma Kuppenheim - 2001: MSC Taifun Mörsch / MSC Ubstadt-Weiher - 2002: MSC Ubstadt-Weiher / MSC Taifun Mörsch - 2003: MSC Ubstadt-Weiher / MSC Taifun Mörsch - 2004: MSC Taifun Mörsch / MSC Puma Kuppenheim - 2005: MSC Puma Kuppenheim / MSC Taifun Mörsch - 2006: MSC Taifun Mörsch / MSC Ubstadt-Weiher - 2007: MSC Puma Kuppenheim / MSC Taifun Mörsch - 2008: MSC Puma Kuppenheim / MSC Ubstadt-Weiher - 2009: MSC Ubstadt-Weiher / MSC Puma Kuppenheim - 2010: MSC Puma Kuppenheim / SV Bergfried Leverkusen - 2011: SV Bergfried Leverkusen / MSC Puma Kuppenheim - 2012: MSC Ubstadt-Weiher / MSC Puma Kuppenheim - 2013: MSC Ubstadt-Weiher / MSC Puma Kuppenheim - 2014: MSC Ubstadt-Weiher / MSC Taifun Mörsch - 2015: MSC Ubstadt-Weiher / MSC Puma Kuppenheim - 2016: MSC Ubstadt-Weiher / MSC Puma Kuppenheim - 2017: MSC Puma Kuppenheim / MSC Ubstadt-Weiher - 2018: MSC Taifun Mörsch / MSC Puma Kuppenheim - 2019: MSC Puma Kuppenheim / MSC Taifun Mörsch - 2020: keine Meisterschaft - 2021: MSC Ubstadt-Weiher / MSC Puma Kuppenheim - 2022: MSC Puma Kuppenheim / MSC Taifun Mörsch - 2023: MSC Puma Kuppenheim / MSC Taifun Mörsch - 2024: MSC Puma Kuppenheim / MSC Ubstadt-Weiher |

## Deutsche Motoball-Pokalsieger
Der Pokal wurde nicht durchgehend ausgespielt, es sind auch nicht alle Sieger bekannt.
| - 1968: MSC Pattensen - 1969: MSC Puma Kuppenheim - 1970: SV Bergfried Leverkusen - 1971: MSC Puma Kuppenheim - 1989: MSC Philippsburg - 1998: MSC Ubstadt-Weiher - 2006: MSC Puma Kuppenheim - 2009: MSC Puma Kuppenheim - 2010: MSC Puma Kuppenheim - 2012: MSC Ubstadt-Weiher | - 2013: MSC Ubstadt-Weiher - 2016: MSC Ubstadt-Weiher - 2017: MSC Taifun Mörsch - 2018: MSC Puma Kuppenheim - 2019: MSC Puma Kuppenheim - 2020: aufgrund der COVID-19-Pandemie nicht ausgetragen - 2021: aufgrund der COVID-19-Pandemie nicht ausgetragen - 2022: MSC Taifun Mörsch - 2023: MSC Puma Kuppenheim - 2024: MSC Puma Kuppenheim |

## Motoball-Jugend-Meisterschaft
In den Anfangsjahren wurde der Titel als Pokalwettbewerb ausgetragen. Ab 2017 sind die Vereine dazu verpflichtet Jugendarbeit zu betreiben. Die deutsche motor sport jugend (dmsj) schreibt einen entsprechenden Jugendpokal aus. Wie in der Motoball-Bundesliga, wird auch der Motoball-Jugendmeister in einer Gruppenphase mit nachfolgender Play-off-Runde ausgespielt.
| Gruppe A: - MSC Jarmen - 1. MSC Seelze - MSC Pattensen - 1. MBC 70/90 Halle - MSC Kobra Malchin | Gruppe B: - MBC Kierspe - MBV Budel - MSF Tornado Kierspe | Gruppe C: - MSC Puma Kuppenheim - MSC Taifun Mörsch - MSC Ubstadt-Weiher - MSC Philippsburg |

### Deutsche Motoball-Jugend-Meister
| - 2005: 1. MSC Seelze - 2006: MSC Pattensen - 2007: MSC Pattensen - 2008: MSC Pattensen - 2009: MSF Tornado Kierspe - 2010: MSF Tornado Kierspe - 2011: MSC Taifun Mörsch - 2012: MSC Ubstadt-Weiher - 2013: MSC Ubstadt-Weiher - 2014: MSC Ubstadt-Weiher | - 2015: MSC Ubstadt-Weiher - 2016: MSC Taifun Mörsch - 2017: MSC Puma Kuppenheim - 2018: MSC Puma Kuppenheim - 2019: MSC Puma Kuppenheim - 2020: aufgrund der COVID-19-Pandemie nicht ausgetragen - 2021: MSC Ubstadt-Weiher - 2022: MSC Ubstadt-Weiher - 2023: MSC Puma Kuppenheim - 2024: MSC Jarmen |

## Motoball-Hallenmeister
- 2008: MSC Ubstadt-Weiher
- 2009: MSC Ubstadt-Weiher
- 2010: MSC Taifun Mörsch
- 2011: MSC Malsch

## Meisterschaft der DDR
DDR-Meister/Vize-Meister:
| - 1971: MC Betonwerke Dresden / MC Dynamo Apolda - 1972: MC Kraftverkehr Malchin - 1973: MC Kraftverkehr Malchin / MC Dynamo Apolda - 1974: MC Kraftverkehr Malchin - 1975: MC Kraftverkehr Malchin - 1976: MC Dynamo Apolda / MC Betonwerke Dresden - 1977: MC Dynamo Apolda - 1978: MC Dynamo Apolda / MC Betonwerke Dresden - 1979: MC Dynamo Apolda / MC Betonwerke Dresden - 1980: MC Dynamo Apolda / MC Betonwerke Dresden | - 1981: MC Dynamo Apolda / MC Kraftverkehr Malchin - 1982: MC Dynamo Apolda / MC Kraftverkehr Malchin - 1983: MC Dynamo Apolda / MC Straßenwesen Radebeul - 1984: MC Dynamo Apolda / MC Jarmen - 1985: MC Dynamo Apolda / MC Straßenwesen Radebeul - 1986: MC Jarmen / MC Dynamo Apolda - 1987: MC Dynamo Apolda / MC Jarmen - 1988: MC Dynamo Apolda / MC Jarmen - 1989: MC Dynamo Apolda / MC Straßenwesen Radebeul - 1990: MC Jarmen / MC Betonwerke Dresden |

## Europäische Wettbewerbe

### Europapokal
| Jahr | Austragungsort | Sieger         | 2. Platz       | 3. Platz       |
| ---- | -------------- | -------------- | -------------- | -------------- |
| 1964 |                | Frankreich     | BR Deutschland | Niederlande    |
| 1965 |                | BR Deutschland | Niederlande    | Frankreich     |
| 1966 | Camaret        | Frankreich     | BR Deutschland |                |
| 1967 | Camaret        | Sowjetunion    | Frankreich     | BR Deutschland |
| 1968 | Sowjetunion    | Frankreich     | Sowjetunion    |                |
| 1969 | Kuppenheim     | Sowjetunion    | BR Deutschland | Frankreich     |
| 1970 |                | Frankreich     |                |                |
| 1971 | Sowjetunion    | Sowjetunion    | BR Deutschland | Bulgarien      |
| 1972 | Camaret        | Frankreich     | Sowjetunion    | BR Deutschland |
| 1973 | Mörsch         | Sowjetunion    | BR Deutschland | Frankreich     |
| 1974 |                | Sowjetunion    |                |                |
| 1975 | Houlgate       | Sowjetunion    | BR Deutschland | Frankreich     |
| 1976 | Durmersheim    | Sowjetunion    | Frankreich     | BR Deutschland |
| 1977 | Beloeil        | Sowjetunion    | Frankreich     | Niederlande    |
| 1978 | Poltawa        | Sowjetunion    | Frankreich     | Niederlande    |
| 1979 | Niederlande    | Sowjetunion    | Frankreich     | BR Deutschland |
| 1980 | Kuppenheim     | Sowjetunion    | Frankreich     | BR Deutschland |
| 1981 | Troyes         | Sowjetunion    | BR Deutschland | Frankreich     |
| 1982 | Poltawa        | Frankreich     | Sowjetunion    | BR Deutschland |
| 1983 | Kuppenheim     | Sowjetunion    | BR Deutschland | Frankreich     |
| 1984 | Assen          | Sowjetunion    | BR Deutschland | Frankreich     |
| 1985 | Houlgate       | Sowjetunion    | BR Deutschland | Frankreich     |

### Europameisterschaft
| Jahr | Austragungsort    | Sieger                                           | 2. Platz                                         | 3. Platz                                         |
| ---- | ----------------- | ------------------------------------------------ | ------------------------------------------------ | ------------------------------------------------ |
| 1986 | Pinsk             | Sowjetunion                                      | Frankreich                                       | BR Deutschland                                   |
| 1987 | Mörsch            | BR Deutschland                                   | Sowjetunion                                      | Frankreich                                       |
| 1988 | Pinsk             | Sowjetunion                                      | BR Deutschland                                   | Frankreich                                       |
| 1989 | Frankreich        | Sowjetunion                                      | BR Deutschland                                   | Frankreich                                       |
| 1990 | Raum Karlsruhe    | BR Deutschland                                   | Sowjetunion                                      | Frankreich                                       |
| 1991 | Vlissingen        | Sowjetunion                                      | Frankreich                                       | BR Deutschland                                   |
| 1992 | Widnoje           | Russland                                         | Frankreich                                       | Deutschland                                      |
| 1993 | Valréas           | Frankreich                                       | Russland                                         | Deutschland                                      |
| 1994 | Raum Karlsruhe    | Russland                                         | Deutschland                                      | Litauen                                          |
| 1995 | Krementschuk      | Russland                                         | Belarus                                          | Frankreich                                       |
| 1996 | Kretinga          | Russland                                         | Litauen                                          | Deutschland                                      |
| 1997 | Pinsk             | Russland                                         | Frankreich                                       | Deutschland                                      |
| 1998 | Widnoje           | Russland                                         | Belarus                                          | Deutschland                                      |
| 1999 | Valréas           | Frankreich                                       | Deutschland                                      | Belarus                                          |
| 2000 | Seelze            | Deutschland                                      | Russland                                         | Frankreich                                       |
| 2001 | Budel             | Russland                                         | Belarus                                          | Ukraine                                          |
| 2002 | Donezk            | Russland                                         | Ukraine                                          | Deutschland                                      |
| 2003 | Neuville          | Russland                                         | Frankreich                                       | Belarus                                          |
| 2004 | Pinsk             | Belarus                                          | Russland                                         | Frankreich                                       |
| 2005 | Mörsch            | Deutschland                                      | Russland                                         | Frankreich                                       |
| 2006 | Widnoje           | Russland                                         | Frankreich                                       | Belarus                                          |
| 2007 | Poltawa           | Russland                                         | Belarus                                          | Deutschland                                      |
| 2008 | Camaret           | Russland                                         | Belarus                                          | Frankreich                                       |
| 2009 | Wyschnjaky        | Russland                                         | Belarus                                          | Frankreich                                       |
| 2010 | Pinsk/Luninez     | Russland                                         | Belarus                                          | Frankreich                                       |
| 2011 | Wosnessensk       | Russland                                         | Deutschland                                      | Belarus                                          |
| 2012 | Kuppenheim        | Russland                                         | Deutschland                                      | Frankreich                                       |
| 2013 | Neuville          | Deutschland                                      | Russland                                         | Belarus                                          |
| 2014 | Widnoje           | abgesagt wegen der Ukraine-Krise                 | abgesagt wegen der Ukraine-Krise                 | abgesagt wegen der Ukraine-Krise                 |
| 2015 | Kuppenheim        | Deutschland                                      | Russland                                         | Frankreich                                       |
| 2016 | Budel             | Russland                                         | Deutschland                                      | Belarus                                          |
| 2017 | Valréas / Camaret | Russland                                         | Frankreich                                       | Deutschland                                      |
| 2018 | Kowrow            | Russland                                         | Frankreich                                       | Deutschland                                      |
| 2019 | Mörsch            | Russland                                         | Deutschland                                      | Frankreich                                       |
| 2020 | Widnoje           | abgesagt wegen der COVID-19-Pandemie             | abgesagt wegen der COVID-19-Pandemie             | abgesagt wegen der COVID-19-Pandemie             |
| 2021 |                   | aufgrund der COVID-19-Pandemie nicht ausgetragen | aufgrund der COVID-19-Pandemie nicht ausgetragen | aufgrund der COVID-19-Pandemie nicht ausgetragen |
| 2022 |                   | abgesagt wegen des Ukraine-Kriegs                | abgesagt wegen des Ukraine-Kriegs                | abgesagt wegen des Ukraine-Kriegs                |
| 2023 |                   | nur U18 EM                                       | nur U18 EM                                       | nur U18 EM                                       |
| 2024 | Houlgate          | Frankreich                                       | Deutschland                                      | Niederlande                                      |
| 2025 | Budel             | Deutschland                                      | Frankreich                                       | Niederlande                                      |
| 2026 | Skuodas           |                                                  |                                                  |                                                  |